# 禛子内親王
禛子内親王（しんしないしんのう、永保元年4月17日（1081年5月28日） - 久寿3年1月5日（1156年1月28日））は、平安時代後期（院政期）の女性。名は「禎子」とも表記される。

## 来歴
白河天皇と中宮賢子の末娘（第四皇女）として生まれ、永保2年（1082年）3月1日、内親王に宣下される。
康和元年（1099年）10月20日、准三宮に叙され、同日第25代賀茂斎院に卜定された。当時の天皇は同母兄の堀河天皇である。土御門高倉第に住み、土御門斎院と号した。康和2年（1100年）5月28日初斎院、康和3年（1101年）4月13日野宮に入る。嘉承2年（1107年）7月19日、疾病により退下し、同日に堀河天皇が崩御した。
天治2年（1125年）10月17日、出家。久寿3年（1156年）正月5日、無品のまま枇杷殿において薨去した。

## 参考資料
- 『史料綜覧』